# Камки (Удмуртия)
Камки — деревня в Юкаменском районе Удмуртии, в составе Юкаменского сельского поселения.

## География
Деревня расположена на высоте 222 м над уровнем моря.
Улицы:
- Молодёжная
- Садовая
- Северный переулок
- Центральная

## Население
Численность постоянного населения деревни составляет 189 человек (2007). В деревне работают детский сад и начальная школа.